# Гарбор-фронт (автостанція)
Автобусний термінал Харбор-фронт обслуговує сусідні житлові масиви Телок Бланга та Букіт Пурмей, а також комерційний район Харбор-фронт, включаючи Харбор-фронт центр і ВівоСіті. Розв'язка напряму з'єднана з Фудкортом Сі Ім і станцією метро Харбор-фронт. Це найпівденніший автобусний термінал в Сінгапурі.

## Історія
Термінал почав працювати 13 січня 1985 року по 5 маршрутах і спочатку називався «Термінал Всесвітнього торгового центру», а у 2003 році був перейменований на свою нинішню назву.